# لیگ ای‌بی‌ای
لیگ ای‌بی‌ای (انگلیسی: ABA League) لیگ بسکتبال حرفه‌ای منطقه‌ای باشگاه‌های یوگسلاوی سابق (بوسنی و هرزگوین، کرواسی، مقدونیه، مونته نگرو، صربستان و اسلوونی) است.
به دلایل حمایت مالی، این لیگ از سال ۲۰۰۱ تا ۲۰۰۶ با نام گودیر لیگ (Goodyear League) نیز شناخته می‌شد.